# Борисовщинский сельсовет
 Борисовщинский сельсовет (белор. Барысаўшчынскі сельсавет) — административная единица на территории Хойникского района Гомельской области Республики Беларусь. Административный центр — деревня Борисовщина.

## История
16 декабря 2009 года деревня Храпково включена в состав Борисовщинского сельсовета.

## Состав
Борисовщинский сельсовет включает 3 населённых пункта:
- Борисовщина — деревня
- Вить — деревня
- Храпков — агрогородок

## Численность
В 2011 году на территории сельсовета насчитывалось 536 домовладений, в них проживало 1302 человека.
По состоянию на 1 января 2021 г. на территории сельсовета проживает 1095 человек, насчитывается 427 домовладений.

## Достопримечательность
- Усадьба Ястржембских в деревне Борисовщина